# Мурадян, Грач
Грач Мурадян (арм. Հրաչ Մուրադյան; род. 10 ноября 1983, Ереван) — армянский телеведущий, продюсер и общественный деятель. Известен проведением конкурса вокалистов «Голос Армении», первого армянского ток-шоу «Открытый проект» и самого рейтингового армянского телешоу «Полуоткрытые окна».

## Биография
Грач Мурадян родился в Ереване, Армения.
Свои первые шаги в качестве телеведущего он начал ещё в средней школе в возрасте 14 лет. После окончания средней школы, в 2000—2004 годах он учился в Ереванском государственном театрально-кинематографическом институте по специальности актёрское мастерство/режиссура.
Во время учёбы в институте у него уже было собственное развлекательное шоу «Музыкальная шкатулка» на NMTV, а также радиошоу на HYE FM. Также был ведущим различных теле- и радиопередач — «16» (Арменакоб ТВ), «Между прочим» (AR TV), «Ночь века» (DAR 21 TV), «Dynamite FM» (Ереванское радио). , и «Аврора» (Национальное радио). Затем он начал продюсировать и / или сопродюсировать различные шоу, ведущиеся другими телеведущими, такие как «Секс в маленьком городе».

## Полуоткрытые окна
В 2009 году Грач Мурадян начал продюсировать и вести ток-шоу «Полуоткрытые окна» . «Полуоткрытые окна» признаны шоу с самым высоким рейтингом в армянской сети.

## Телевизионные шоу и фильмография
- Голос Армении
- Супер мама 2 (актер)
- Шестое чувство (продюсер)
- Бюро № 6 (продюсер)
- Сестра Авеля (продюсер)